# 1997 у кіно

## Фільми
- Титанік
- Жива плоть
- Куб

### [[Файл:Flag of Ukraine.svg|border|25px]]Україна
- Приятель небіжчика
- Сьомий маршрут

## Персоналії

### Народилися
- 8 жовтня — Белла Торн, американська акторка кіно.

### Померли
- 10 січня — Соколова Галина Михайлівна, радянська і російська акторка театру і кіно, режисерка.
- 14 січня — Лихогоденко Семен Сергійович, радянський, український актор кіно та театру.
- 18 січня — Жгун Світлана Миколаївна, радянська акторка театру і кіно.
- 14 лютого — Загребельний Павло Іванович, український актор театру і кіно, режисер.
- 4 березня — Поль Пребуа, французький театральний та кіноактор, комік, радіоведучий.
- 2 квітня — Танака Томоюкі, японський кінопродюсер і сценарист.
- 13 квітня — Костянтин Теплицький, український кінознавець.
- 5 травня — Вальтер Готелл, німецький актор.
- 9 травня — Марко Феррері, італійський кінорежисер, сценарист та актор.
- 16 травня — Джузеппе Де Сантіс, італійський кінорежисер і сценарист.
- 19 травня — Каплан Ісаак Михайлович, радянський і російський художник-постановник кіно.
- 24 травня — Кульчицька Тетяна Володимирівна, радянський і український організатор кіновиробництва.
- 1 червня — Коростильов Вадим Миколайович, радянський і російський поет, сценарист.
- 9 червня — Лебедєв Євген Олексійович, радянський і російський актор театру і кіно.
- 14 червня — Толстих Олександр Павлович, радянський, український актор.
- 1 липня — Роберт Мітчем, американський актор, сценарист, продюсер, співак.
- 2 липня — Джеймс Стюарт, американський кіно- та театральний актор.
- 6 липня — Четан Ананд, індійський кінорежисер, продюсер і сценарист.
- 25 липня — Новиков Борис Кузьмович, радянський і російський актор театру і кіно.
- 21 серпня — Юрій Нікулін, знаменитий радянський актор.
- 23 серпня — Майорова Олена Володимирівна, російська акторка (нар. 1958).
- 27 серпня — Саллі Блейн, американська акторка.
- 21 вересня — Тонунц Гурген Оганесович, російський актор.
- 23 вересня — Ширлі Кларк, американська незалежна кінорежисерка.
- 25 вересня — Литвиненко Катерина Петрівна, українська акторка.
- 5 жовтня — Юматов Георгій Олександрович, російський актор.
- 26 жовтня — Еріка Ферда, латвійська акторка, хореографка і театральний педагог.
- 28 жовтня — Нікіщихіна Єлизавета Сергіївна, радянська та російська акторка театру і кіно.
- 31 жовтня — Онопрієнко Євген Федорович, український кінодраматург.
- 3 листопада — Гуляєв Володимир Леонідович, радянський і російський актор.
- 6 листопада — Дуклер Валентин Самійлович, український актор.
- 7 листопада — Литвиненко Катерина Петрівна, українська акторка, Заслужена артистка України (1960).
- 13 листопада — Миронова Марія Володимирівна, російська радянська акторка театру, кіно, естради.
- 17 листопада — Кусенко Ольга Яківна, українська акторка.
- 18 листопада — Мініна Ксенія Олександрівна, радянська і російська акторка театру і кіно.
- 27 листопада — Чернишова Тетяна Георгіївна, радянська українська кінооператорка.
- 28 листопада — Жорж Маршаль, французький актор театру, кіно і телебачення (нар. 1920).
- 4 грудня — Крітенко Юрій Григорович, український актор.
- 15 грудня — Штифанов Лев Миколайович, радянський і український кінооператор.
- 24 грудня — Тосіро Міфуне, японський актор (нар. 1920).